# Koenigsegg Regera

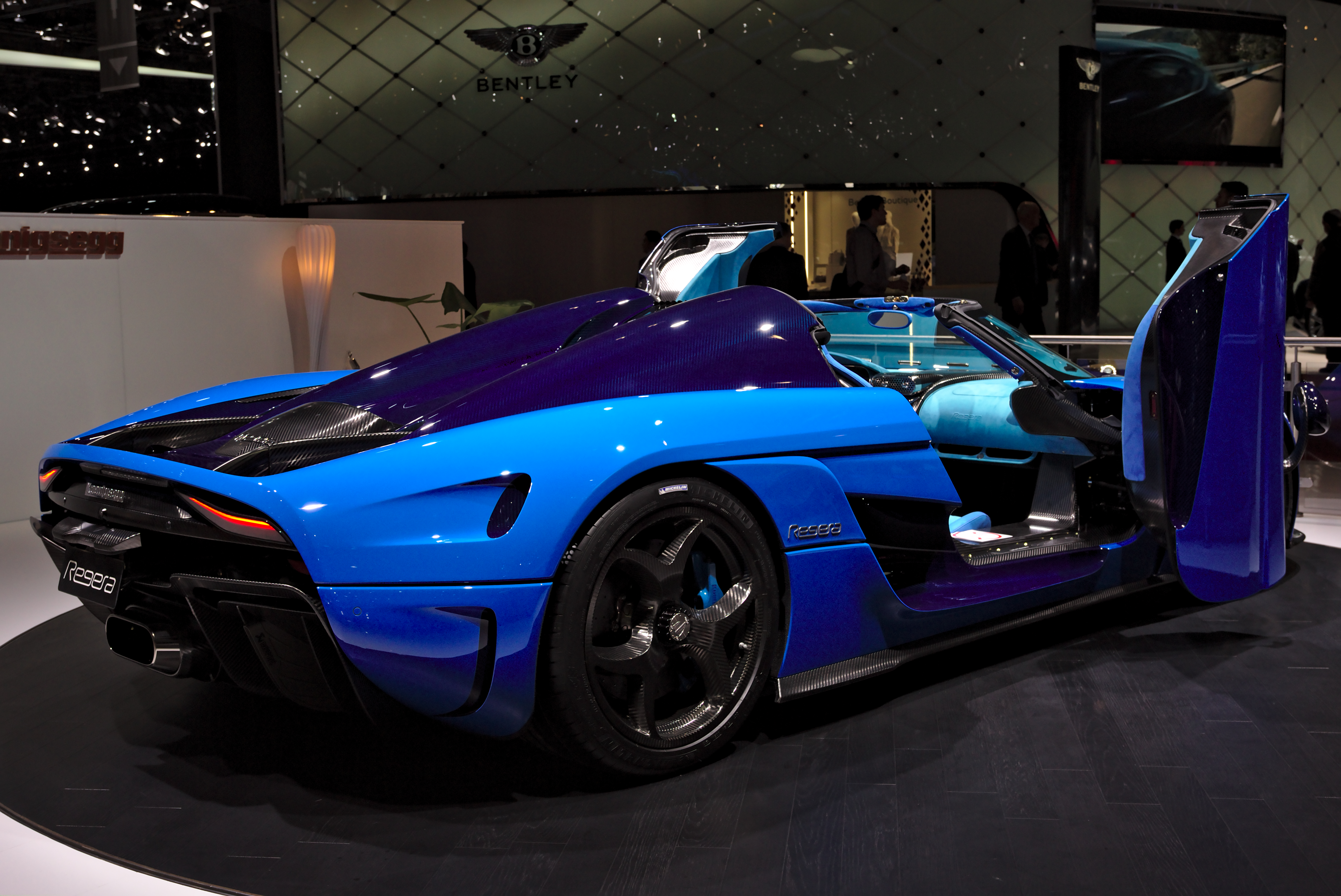
Heckansicht

Der Koenigsegg Regera ist ein Plug-in-Hybrid-Supersportwagen des schwedischen Herstellers Koenigsegg Automotive und wurde 2015 auf dem Genfer Auto-Salon in Genf vorgestellt. Abweichend von der bisherigen Koenigsegg-Philosophie, extrem leichte Supersportwagen zu bauen, wurde er als luxuriöses Fahrzeug konzipiert.

## Name und Planungen
„Regera“ kommt aus dem Schwedischen und bedeutet „regieren“. Es wurden 80 Exemplare gebaut.

## Technik

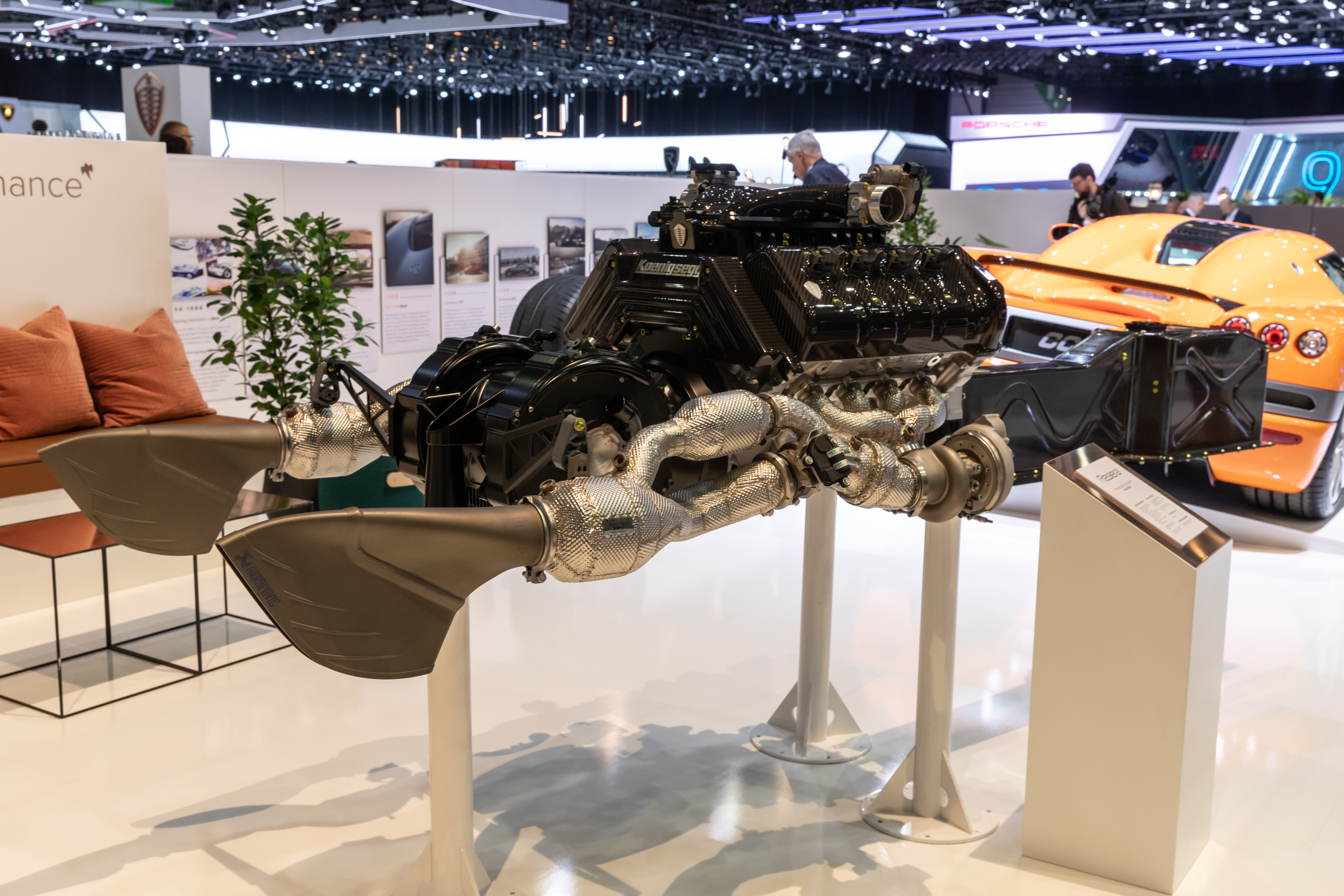
Antriebseinheit des Regera

Der Wagen ist mit einem 189 kg schweren V8-Motor mit zwei Turboladern ausgestattet. Motorblock und Zylinderköpfe bestehen aus einer Aluminiumlegierung. Der Motor hat 5065 cm³ Hubraum (Bohrung × Hub = 92 mm × 95,25 mm), vier Ventile pro Zylinder und Trockensumpfschmierung. Die Turbinen der Lader sind mit verstellbaren Leitschaufeln ausgerüstet und das Laufzeug (Welle mit Turbinen- und Verdichterrad) ist in Keramikkugellagern gelagert. Der maximale Ladedruck ist 1,4 bar. Die Motorleistung liegt bei 820 kW (1115 PS), die bei 7800/min abgegeben werden. Das höchste Drehmoment beträgt 1280 Nm bei 4100/min. Der Regera hat drei Elektromotoren mit einer Gesamtleistung von 525 kW (714 PS). Ein Elektromotor mit 160 kW und 300 Nm maximalem Drehmoment sitzt direkt vor dem V8-Motor auf der Kurbelwelle. Die beiden weiteren E-Motoren haben jeweils eine Leistung von 180 kW und ein maximales Drehmoment von 260 Nm. Sie sitzen links und rechts vom Differential auf der Antriebsachse und ermöglichen so eine Gierregelung an der Hinterachse. Rein elektrisch hat der Regera eine Reichweite von 50 km. Die Gesamtleistung beträgt über 1110 kW (1509 PS). Der Koenigsegg Regera hat kein Schaltgetriebe. Der Motor ist über einen eigens entwickelten Aluminium-Drehmomentwandler mit Überbrückungskupplung und einer Achsübersetzung von 2,85:1 an die Hinterachse angeflanscht. Die 115 kg schwere flüssigkeitsgekühlte Batterie ist im Mitteltunnel untergebracht. Sie arbeitet mit einer Nennspannung von 620 V und hat eine Nennkapazität von 9,27 kWh. Kurzzeitig kann die Batterie 500 kW abgeben und beim rekuperativen Bremsen mit 150 kW geladen werden, nach Herstellerangaben hat die Batterie 4,5 kWh und 800 Volt.
Das Chassis aus Sandwichplatten mit Deckschichten aus kohlenstofffaserverstärktem Kunststoff (CFK, „Carbonfaser“) und Aluminium-Wabenkern nimmt die beiden Benzintanks mit zusammen 82 Litern Inhalt auf. Auch die Coupékarosserie besteht aus mit Kohlenstoff- und Aramidfasern verstärktem Kunststoff. Sie hat zwei Scherentüren, die ebenso, wie die Front- und Heckklappe elektrohydraulisch betätigt werden. Die Spurweite vorne beträgt 1700 mm, die hintere 1650 mm. Die CFK-Räder tragen vorne Reifen der Dimension 275/35 × 19″ und hinten solche der Dimension 345/30 × 20″. Die Radträger sind aus Aluminium. Der Wagen hat belüftete Scheibenbremsen mit Keramikscheiben (Durchmesser vorne: 397 mm, Durchmesser hinten: 380 mm).

## Fahrleistungen
Die Höchstgeschwindigkeit des Regera beträgt drehzahlbedingt 403 km/h, für die Beschleunigung von 0 auf 100 km/h benötigt er 2,8 Sekunden. Nach Herstellerangaben erzielt das Fahrzeug aus dem Stand innerhalb von 6,6 Sekunden 200 km/h, von 0 auf 300 km/h beschleunigt der Regera in 10,9 Sekunden, Tempo 400 wird nach 22,87 Sekunden erzielt. Für den Zwischenspurt von 150 km/h auf 250 km/h gibt Koenigsegg eine Zeit von 3,9 Sekunden an.
Der Regera stellte im September 2019 auf dem stillgelegten Militärflughafen Råda einen neuen Weltrekord für die schnellste Zeit, in der ein Fahrzeug von 0 auf 400 km/h und zurück zum Stand kommt, auf. Mit 31,49 Sekunden unterbot das Fahrzeug den zuvor zwei Jahre gültigen Rekord des Koenigsegg Agera RS.
Am 16. Juni 2023 veröffentlichte Koenigsegg auf seinem offiziellen YouTube-Kanal ein Video über einen neuen Weltrekordversuch mit dem Regera, diesmal am Flughafen Örebro. Verwendet wurden die neuen Michelin Pilot Sport Cup 2 R-Reifen.  Von 0 auf 400 km/h wurde ein Zeit von 20,68 Sekunden erreicht. Die Zeit von 0 auf 400 km/h und zurück auf 0 betrug 28,81 Sekunden und ist somit ein neuer Weltrekord. Neben den neuen Reifen spielte laut Koenigsegg auch die glattere Oberfläche der Start- und Landebahn eine Rolle.